# شهرستان گالوی
شهرستان گالوی (به ایرلندی: Contae na Gaillimhe) یکی از شهرستان‌های ایرلند در استان کناخت است. شهر گالوی، مرکز این شهرستان می‌باشد. بر پایه سرشماری که در سال ۲۰۱۱ انجام گرفت جمعیت شهرستان گالوی ۲۵۰٬۵۴۱ است.

## شهرها

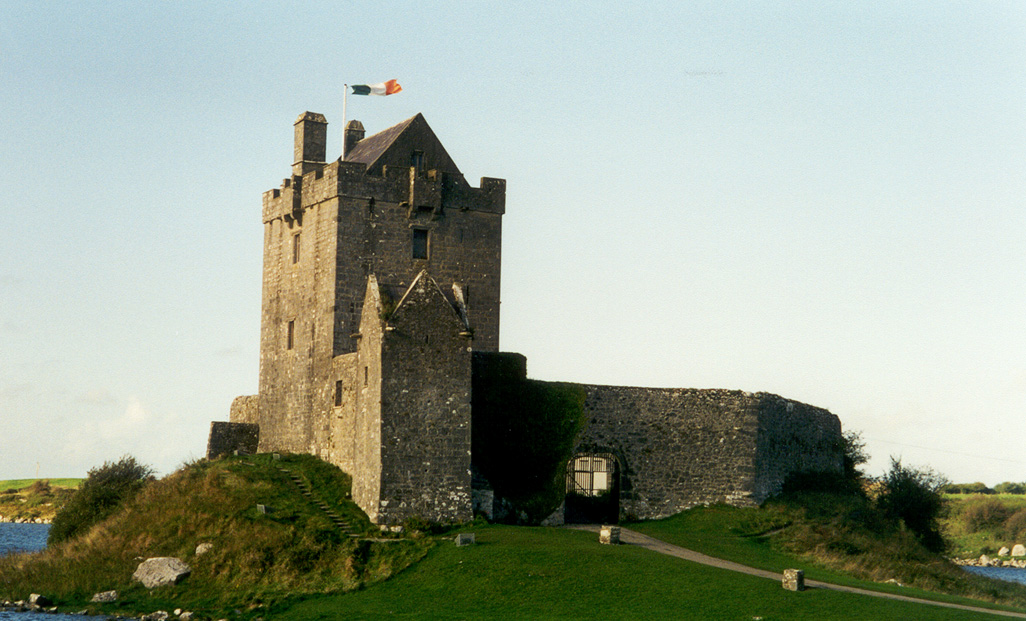

- گالوی